# 1572
Portal Geschichte | Portal Biografien | Aktuelle Ereignisse | Jahreskalender | Tagesartikel

◄ |
15. Jahrhundert |
16. Jahrhundert
| 17. Jahrhundert | ►

◄ |
1540er |
1550er |
1560er |
1570er
| 1580er | 1590er | 1600er | ►

◄◄ |
◄ |
1568 |
1569 |
1570 |
1571 |
1572
| 1573 | 1574 | 1575 | 1576 | ► | ►►
Staatsoberhäupter  · Nekrolog  · Literaturjahr · Musikjahr
| Januar | Januar | Januar | Januar | Januar | Januar | Januar | Januar |
| Kw     | Mo     | Di     | Mi     | Do     | Fr     | Sa     | So     |
| ------ | ------ | ------ | ------ | ------ | ------ | ------ | ------ |
| 1      |        | 1      | 2      | 3      | 4      | 5      | 6      |
| 2      | 7      | 8      | 9      | 10     | 11     | 12     | 13     |
| 3      | 14     | 15     | 16     | 17     | 18     | 19     | 20     |
| 4      | 21     | 22     | 23     | 24     | 25     | 26     | 27     |
| 5      | 28     | 29     | 30     | 31     |        |        |        |

| Februar | Februar | Februar | Februar | Februar | Februar | Februar | Februar |
| Kw      | Mo      | Di      | Mi      | Do      | Fr      | Sa      | So      |
| ------- | ------- | ------- | ------- | ------- | ------- | ------- | ------- |
| 5       |         |         |         |         | 1       | 2       | 3       |
| 6       | 4       | 5       | 6       | 7       | 8       | 9       | 10      |
| 7       | 11      | 12      | 13      | 14      | 15      | 16      | 17      |
| 8       | 18      | 19      | 20      | 21      | 22      | 23      | 24      |
| 9       | 25      | 26      | 27      | 28      | 29      |         |         |

| März | März | März | März | März | März | März | März |
| Kw   | Mo   | Di   | Mi   | Do   | Fr   | Sa   | So   |
| ---- | ---- | ---- | ---- | ---- | ---- | ---- | ---- |
| 9    |      |      |      |      |      | 1    | 2    |
| 10   | 3    | 4    | 5    | 6    | 7    | 8    | 9    |
| 11   | 10   | 11   | 12   | 13   | 14   | 15   | 16   |
| 12   | 17   | 18   | 19   | 20   | 21   | 22   | 23   |
| 13   | 24   | 25   | 26   | 27   | 28   | 29   | 30   |
| 14   | 31   |      |      |      |      |      |      |

| April | April | April | April | April | April | April | April |
| Kw    | Mo    | Di    | Mi    | Do    | Fr    | Sa    | So    |
| ----- | ----- | ----- | ----- | ----- | ----- | ----- | ----- |
| 14    |       | 1     | 2     | 3     | 4     | 5     | 6     |
| 15    | 7     | 8     | 9     | 10    | 11    | 12    | 13    |
| 16    | 14    | 15    | 16    | 17    | 18    | 19    | 20    |
| 17    | 21    | 22    | 23    | 24    | 25    | 26    | 27    |
| 18    | 28    | 29    | 30    |       |       |       |       |

| Mai | Mai | Mai | Mai | Mai | Mai | Mai | Mai |
| Kw  | Mo  | Di  | Mi  | Do  | Fr  | Sa  | So  |
| --- | --- | --- | --- | --- | --- | --- | --- |
| 18  |     |     |     | 1   | 2   | 3   | 4   |
| 19  | 5   | 6   | 7   | 8   | 9   | 10  | 11  |
| 20  | 12  | 13  | 14  | 15  | 16  | 17  | 18  |
| 21  | 19  | 20  | 21  | 22  | 23  | 24  | 25  |
| 22  | 26  | 27  | 28  | 29  | 30  | 31  |     |

| Juni | Juni | Juni | Juni | Juni | Juni | Juni | Juni |
| Kw   | Mo   | Di   | Mi   | Do   | Fr   | Sa   | So   |
| ---- | ---- | ---- | ---- | ---- | ---- | ---- | ---- |
| 22   |      |      |      |      |      |      | 1    |
| 23   | 2    | 3    | 4    | 5    | 6    | 7    | 8    |
| 24   | 9    | 10   | 11   | 12   | 13   | 14   | 15   |
| 25   | 16   | 17   | 18   | 19   | 20   | 21   | 22   |
| 26   | 23   | 24   | 25   | 26   | 27   | 28   | 29   |
| 27   | 30   |      |      |      |      |      |      |

| Juli | Juli | Juli | Juli | Juli | Juli | Juli | Juli |
| Kw   | Mo   | Di   | Mi   | Do   | Fr   | Sa   | So   |
| ---- | ---- | ---- | ---- | ---- | ---- | ---- | ---- |
| 27   |      | 1    | 2    | 3    | 4    | 5    | 6    |
| 28   | 7    | 8    | 9    | 10   | 11   | 12   | 13   |
| 29   | 14   | 15   | 16   | 17   | 18   | 19   | 20   |
| 30   | 21   | 22   | 23   | 24   | 25   | 26   | 27   |
| 31   | 28   | 29   | 30   | 31   |      |      |      |

| August | August | August | August | August | August | August | August |
| Kw     | Mo     | Di     | Mi     | Do     | Fr     | Sa     | So     |
| ------ | ------ | ------ | ------ | ------ | ------ | ------ | ------ |
| 31     |        |        |        |        | 1      | 2      | 3      |
| 32     | 4      | 5      | 6      | 7      | 8      | 9      | 10     |
| 33     | 11     | 12     | 13     | 14     | 15     | 16     | 17     |
| 34     | 18     | 19     | 20     | 21     | 22     | 23     | 24     |
| 35     | 25     | 26     | 27     | 28     | 29     | 30     | 31     |

| September | September | September | September | September | September | September | September |
| Kw        | Mo        | Di        | Mi        | Do        | Fr        | Sa        | So        |
| --------- | --------- | --------- | --------- | --------- | --------- | --------- | --------- |
| 36        | 1         | 2         | 3         | 4         | 5         | 6         | 7         |
| 37        | 8         | 9         | 10        | 11        | 12        | 13        | 14        |
| 38        | 15        | 16        | 17        | 18        | 19        | 20        | 21        |
| 39        | 22        | 23        | 24        | 25        | 26        | 27        | 28        |
| 40        | 29        | 30        |           |           |           |           |           |

| Oktober | Oktober | Oktober | Oktober | Oktober | Oktober | Oktober | Oktober |
| Kw      | Mo      | Di      | Mi      | Do      | Fr      | Sa      | So      |
| ------- | ------- | ------- | ------- | ------- | ------- | ------- | ------- |
| 40      |         |         | 1       | 2       | 3       | 4       | 5       |
| 41      | 6       | 7       | 8       | 9       | 10      | 11      | 12      |
| 42      | 13      | 14      | 15      | 16      | 17      | 18      | 19      |
| 43      | 20      | 21      | 22      | 23      | 24      | 25      | 26      |
| 44      | 27      | 28      | 29      | 30      | 31      |         |         |

| November | November | November | November | November | November | November | November |
| Kw       | Mo       | Di       | Mi       | Do       | Fr       | Sa       | So       |
| -------- | -------- | -------- | -------- | -------- | -------- | -------- | -------- |
| 44       |          |          |          |          |          | 1        | 2        |
| 45       | 3        | 4        | 5        | 6        | 7        | 8        | 9        |
| 46       | 10       | 11       | 12       | 13       | 14       | 15       | 16       |
| 47       | 17       | 18       | 19       | 20       | 21       | 22       | 23       |
| 48       | 24       | 25       | 26       | 27       | 28       | 29       | 30       |

| Dezember | Dezember | Dezember | Dezember | Dezember | Dezember | Dezember | Dezember |
| Kw       | Mo       | Di       | Mi       | Do       | Fr       | Sa       | So       |
| -------- | -------- | -------- | -------- | -------- | -------- | -------- | -------- |
| 49       | 1        | 2        | 3        | 4        | 5        | 6        | 7        |
| 50       | 8        | 9        | 10       | 11       | 12       | 13       | 14       |
| 51       | 15       | 16       | 17       | 18       | 19       | 20       | 21       |
| 52       | 22       | 23       | 24       | 25       | 26       | 27       | 28       |
| 1        | 29       | 30       | 31       |          |          |          |          |

| Januar | Januar | Januar | Januar | Januar | Januar | Januar | Januar |
| Kw     | Mo     | Di     | Mi     | Do     | Fr     | Sa     | So     |
| ------ | ------ | ------ | ------ | ------ | ------ | ------ | ------ |
| 1      |        | 1      | 2      | 3      | 4      | 5      | 6      |
| 2      | 7      | 8      | 9      | 10     | 11     | 12     | 13     |
| 3      | 14     | 15     | 16     | 17     | 18     | 19     | 20     |
| 4      | 21     | 22     | 23     | 24     | 25     | 26     | 27     |
| 5      | 28     | 29     | 30     | 31     |        |        |        |

| Februar | Februar | Februar | Februar | Februar | Februar | Februar | Februar |
| Kw      | Mo      | Di      | Mi      | Do      | Fr      | Sa      | So      |
| ------- | ------- | ------- | ------- | ------- | ------- | ------- | ------- |
| 5       |         |         |         |         | 1       | 2       | 3       |
| 6       | 4       | 5       | 6       | 7       | 8       | 9       | 10      |
| 7       | 11      | 12      | 13      | 14      | 15      | 16      | 17      |
| 8       | 18      | 19      | 20      | 21      | 22      | 23      | 24      |
| 9       | 25      | 26      | 27      | 28      | 29      |         |         |

| März | März | März | März | März | März | März | März |
| Kw   | Mo   | Di   | Mi   | Do   | Fr   | Sa   | So   |
| ---- | ---- | ---- | ---- | ---- | ---- | ---- | ---- |
| 9    |      |      |      |      |      | 1    | 2    |
| 10   | 3    | 4    | 5    | 6    | 7    | 8    | 9    |
| 11   | 10   | 11   | 12   | 13   | 14   | 15   | 16   |
| 12   | 17   | 18   | 19   | 20   | 21   | 22   | 23   |
| 13   | 24   | 25   | 26   | 27   | 28   | 29   | 30   |
| 14   | 31   |      |      |      |      |      |      |

| April | April | April | April | April | April | April | April |
| Kw    | Mo    | Di    | Mi    | Do    | Fr    | Sa    | So    |
| ----- | ----- | ----- | ----- | ----- | ----- | ----- | ----- |
| 14    |       | 1     | 2     | 3     | 4     | 5     | 6     |
| 15    | 7     | 8     | 9     | 10    | 11    | 12    | 13    |
| 16    | 14    | 15    | 16    | 17    | 18    | 19    | 20    |
| 17    | 21    | 22    | 23    | 24    | 25    | 26    | 27    |
| 18    | 28    | 29    | 30    |       |       |       |       |

| Mai | Mai | Mai | Mai | Mai | Mai | Mai | Mai |
| Kw  | Mo  | Di  | Mi  | Do  | Fr  | Sa  | So  |
| --- | --- | --- | --- | --- | --- | --- | --- |
| 18  |     |     |     | 1   | 2   | 3   | 4   |
| 19  | 5   | 6   | 7   | 8   | 9   | 10  | 11  |
| 20  | 12  | 13  | 14  | 15  | 16  | 17  | 18  |
| 21  | 19  | 20  | 21  | 22  | 23  | 24  | 25  |
| 22  | 26  | 27  | 28  | 29  | 30  | 31  |     |

| Juni | Juni | Juni | Juni | Juni | Juni | Juni | Juni |
| Kw   | Mo   | Di   | Mi   | Do   | Fr   | Sa   | So   |
| ---- | ---- | ---- | ---- | ---- | ---- | ---- | ---- |
| 22   |      |      |      |      |      |      | 1    |
| 23   | 2    | 3    | 4    | 5    | 6    | 7    | 8    |
| 24   | 9    | 10   | 11   | 12   | 13   | 14   | 15   |
| 25   | 16   | 17   | 18   | 19   | 20   | 21   | 22   |
| 26   | 23   | 24   | 25   | 26   | 27   | 28   | 29   |
| 27   | 30   |      |      |      |      |      |      |

| Juli | Juli | Juli | Juli | Juli | Juli | Juli | Juli |
| Kw   | Mo   | Di   | Mi   | Do   | Fr   | Sa   | So   |
| ---- | ---- | ---- | ---- | ---- | ---- | ---- | ---- |
| 27   |      | 1    | 2    | 3    | 4    | 5    | 6    |
| 28   | 7    | 8    | 9    | 10   | 11   | 12   | 13   |
| 29   | 14   | 15   | 16   | 17   | 18   | 19   | 20   |
| 30   | 21   | 22   | 23   | 24   | 25   | 26   | 27   |
| 31   | 28   | 29   | 30   | 31   |      |      |      |

| August | August | August | August | August | August | August | August |
| Kw     | Mo     | Di     | Mi     | Do     | Fr     | Sa     | So     |
| ------ | ------ | ------ | ------ | ------ | ------ | ------ | ------ |
| 31     |        |        |        |        | 1      | 2      | 3      |
| 32     | 4      | 5      | 6      | 7      | 8      | 9      | 10     |
| 33     | 11     | 12     | 13     | 14     | 15     | 16     | 17     |
| 34     | 18     | 19     | 20     | 21     | 22     | 23     | 24     |
| 35     | 25     | 26     | 27     | 28     | 29     | 30     | 31     |

| September | September | September | September | September | September | September | September |
| Kw        | Mo        | Di        | Mi        | Do        | Fr        | Sa        | So        |
| --------- | --------- | --------- | --------- | --------- | --------- | --------- | --------- |
| 36        | 1         | 2         | 3         | 4         | 5         | 6         | 7         |
| 37        | 8         | 9         | 10        | 11        | 12        | 13        | 14        |
| 38        | 15        | 16        | 17        | 18        | 19        | 20        | 21        |
| 39        | 22        | 23        | 24        | 25        | 26        | 27        | 28        |
| 40        | 29        | 30        |           |           |           |           |           |

| Oktober | Oktober | Oktober | Oktober | Oktober | Oktober | Oktober | Oktober |
| Kw      | Mo      | Di      | Mi      | Do      | Fr      | Sa      | So      |
| ------- | ------- | ------- | ------- | ------- | ------- | ------- | ------- |
| 40      |         |         | 1       | 2       | 3       | 4       | 5       |
| 41      | 6       | 7       | 8       | 9       | 10      | 11      | 12      |
| 42      | 13      | 14      | 15      | 16      | 17      | 18      | 19      |
| 43      | 20      | 21      | 22      | 23      | 24      | 25      | 26      |
| 44      | 27      | 28      | 29      | 30      | 31      |         |         |

| November | November | November | November | November | November | November | November |
| Kw       | Mo       | Di       | Mi       | Do       | Fr       | Sa       | So       |
| -------- | -------- | -------- | -------- | -------- | -------- | -------- | -------- |
| 44       |          |          |          |          |          | 1        | 2        |
| 45       | 3        | 4        | 5        | 6        | 7        | 8        | 9        |
| 46       | 10       | 11       | 12       | 13       | 14       | 15       | 16       |
| 47       | 17       | 18       | 19       | 20       | 21       | 22       | 23       |
| 48       | 24       | 25       | 26       | 27       | 28       | 29       | 30       |

| Dezember | Dezember | Dezember | Dezember | Dezember | Dezember | Dezember | Dezember |
| Kw       | Mo       | Di       | Mi       | Do       | Fr       | Sa       | So       |
| -------- | -------- | -------- | -------- | -------- | -------- | -------- | -------- |
| 49       | 1        | 2        | 3        | 4        | 5        | 6        | 7        |
| 50       | 8        | 9        | 10       | 11       | 12       | 13       | 14       |
| 51       | 15       | 16       | 17       | 18       | 19       | 20       | 21       |
| 52       | 22       | 23       | 24       | 25       | 26       | 27       | 28       |
| 1        | 29       | 30       | 31       |          |          |          |          |

## Ereignisse

### Politik und Weltgeschehen

#### Frankreich
- 18. August: Der Hugenotte Heinrich von Navarra heiratet in Paris die Katholikin Margarete von Valois.

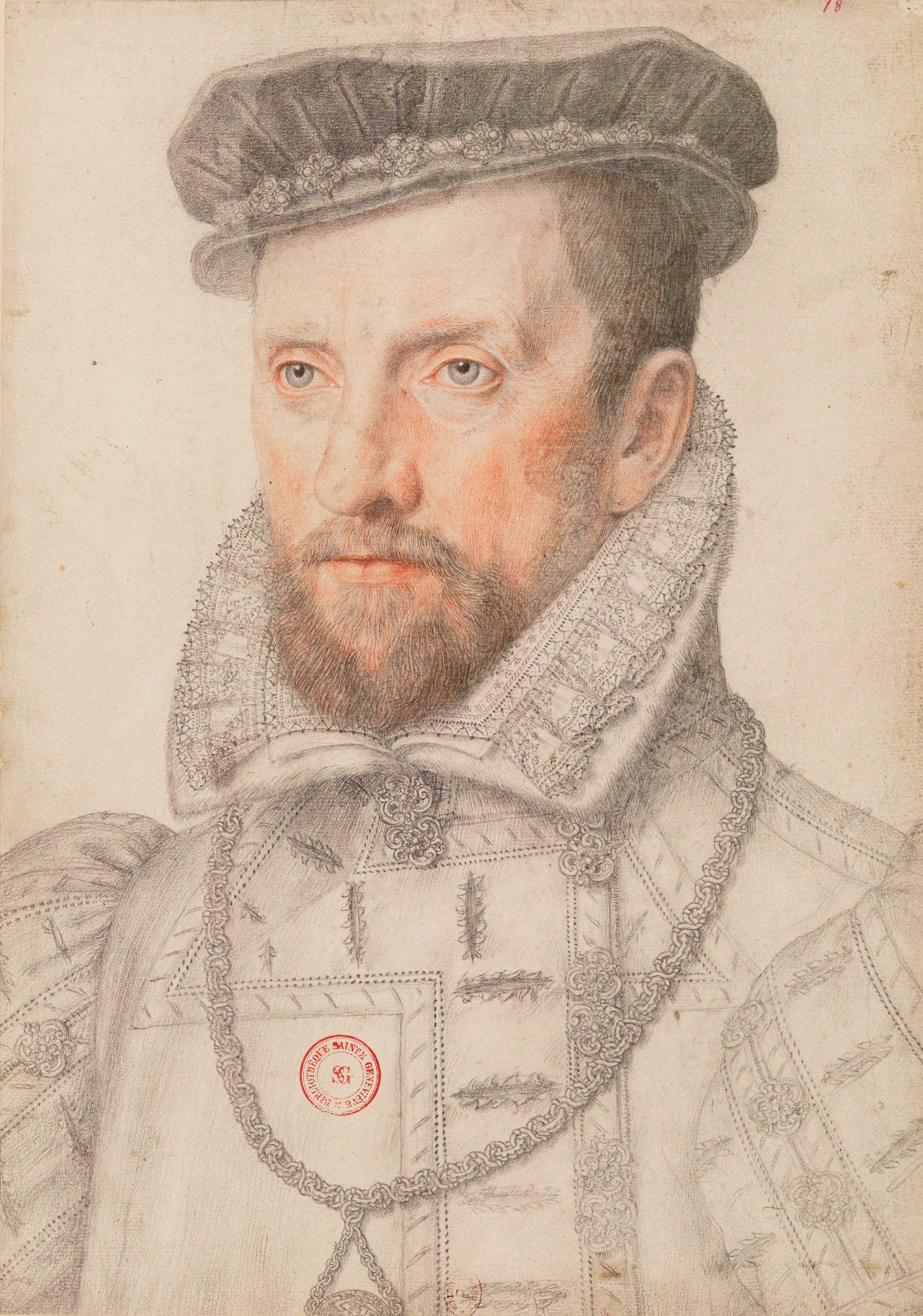
Gaspard de Coligny

- 22. August: Auf den einflussreichen Hugenotten Gaspard II. de Coligny, seigneur de Châtillon, wird ein Attentat verübt, das dieser jedoch unverletzt übersteht.
- 24. August: Bartholomäusnacht: Pogrom der Katholiken gegen die Calvinisten (Hugenotten) in Frankreich, bei dem Tausende ermordet werden.

#### England / Spanisches Weltreich
- 24. Mai: Vizeadmiral Francis Drake bricht mit 72 Gefolgsleuten auf zwei Schiffen zu seiner zweiten großen Kaper- und Beutefahrt in die Karibik auf.
- 28. Juli: Francis Drake greift in den frühen Morgenstunden die Stadt Nombre de Dios im heutigen Panama an und erobert sie nach einem kurzen Scharmützel. Er erleidet jedoch eine Schussverletzung am Bein und bricht wegen des Blutverlusts zusammen, woraufhin seine Leute die Aktion abbrechen und sich auf die Insel Bastimentos zurückziehen.
- 15. August: Francis Drake segelt in den Hafen von Cartagena und erobert zwei Schiffe. In der Folge nimmt er Kontakt mit den Cimarrones auf, mit denen er eine Allianz formt und Cartagena über mehrere Monate lang belagert.
- Herbst: Unter Drakes Besatzung bricht eine Gelbfieberepidemie aus, die 40 % seiner Leute das Leben kostet.

#### Niederlande

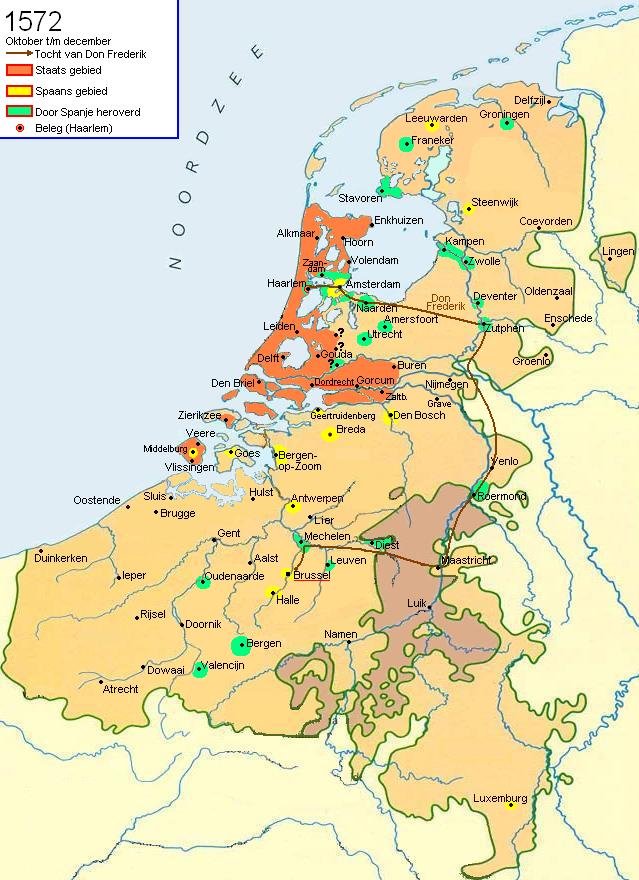
Die Niederlande Ende 1572

- 1. April: Erste Eroberung durch Aufständische in den Niederlanden (Brielle durch die Geusen). Siehe: Achtzigjähriger Krieg
- 15. Juli: Ständeversammlung zu Dordrecht: Die Städte der Niederlande beschließen ihre Unabhängigkeit von Spanien.
- 19. Juli: Die Dordrechter Ständeversammlung erkennt Wilhelm von Oranien als „ihren“ Statthalter der Niederlande an. Der Affront gegenüber Spanien fördert den Achtzigjährigen Krieg mit dem Unabhängigkeitsstreben der protestantischen Provinzen.

#### Polen-Litauen
Mit dem Tod des kinderlosen Sigismund II. August am 7. Juli erlischt die Jagiellonen-Dynastie in Polen-Litauen, das Land wird zu einer Adelsrepublik mit einem vom Adel gewählten König.

#### Heiliges Römisches Reich
- Mit der Erfurter Teilung nach dem Erfurter Teilungsvertrag vom 6. November 1572 wird Thüringen in das neue Herzogtum Sachsen-Weimar und das neue Fürstentum Sachsen-Coburg-Eisenach geteilt.

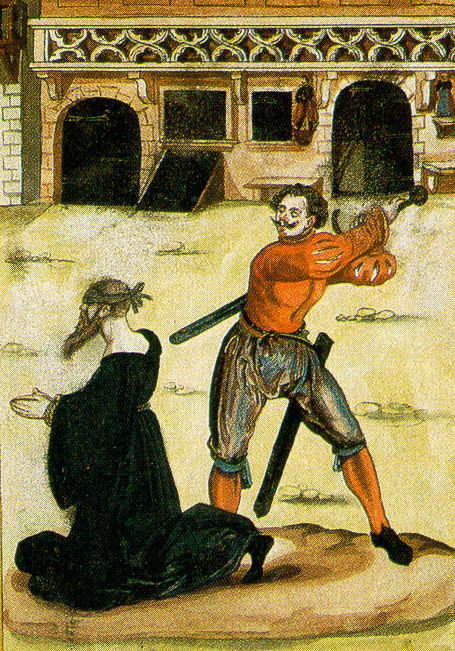
Die Enthauptung von Johann Sylvanus

- 23. Dezember: Johannes Sylvanus wird wegen des Vorwurfs unitarischer Ketzerei auf dem Heidelberger Marktplatz hingerichtet.
- Der Fränkische Reichskreis erlässt als einziger Reichskreis eine eigene Polizeiordnung.

#### Russland
- 8. August: Tagelange Kämpfe in der Schlacht von Molodi zwischen einer russischen Armee und dem eingedrungenen Heer des Krimkhanats, unterstützt von Janitscharen, enden mit einem Erfolg der Russen.

#### Asien
- 5. Juli: Nach fünfjähriger Amtszeit stirbt überraschend der chinesische Kaiser Longqing aus der Ming-Dynastie. Am 19. Juli besteigt sein achtjähriger Sohn Zhu Yijun unter dem Namen Wanli den Drachenthron. Auf Drängen der Kaiserinwitwe Xiaoding steht er unter dem Einfluss von Zhang Juzheng, der zum Erzieher des jungen Kaisers ernannt wird. Damit beginnt eine fruchtbare Ära, die von wirtschaftlichem Aufschwung und sozialem Wandel geprägt ist.
- Phra Nga Sen Sulintara Lusai entmachtet seinen einjährigen Enkel No Keo Kuman, für den er seit dem Vorjahr die Regentschaft führt, und macht sich selbst zum neuen König von Lan Xang.
- Das indische Sultanat Ahmednagar führt einen Angriffskrieg gegen das benachbarte Sultanat Berar. Anlass ist der Sturz der dortigen Herrschaftsfamilei Imad Shahi durch den Minister Tufail Khan im Jahr 1568.

#### Inkareich
- 24. Juli: Die Spanier unter der Führung von Hauptmann Martín García Óñez de Loyola erobern die Inkafestung Vilcabamba und setzen den letzten Inka-Herrscher Túpac Amaru fest, der nach Cusco gebracht wird.
- 24. September: Mit der Hinrichtung des letzten Inkaherrschers Túpac Amaru auf der Plaza de Armas in Cusco wird das in Perú seit Jahrhunderten bestehende Inkareich durch die Spanier endgültig zerschlagen.

### Wirtschaft
- Mit dem Eichenregal sichert sich das Fürstenhaus Anhalt-Dessau das uneingeschränkte Nutzungs- und Nachpflanzungsrecht an Eichen und Buchen.

### Wissenschaft und Technik

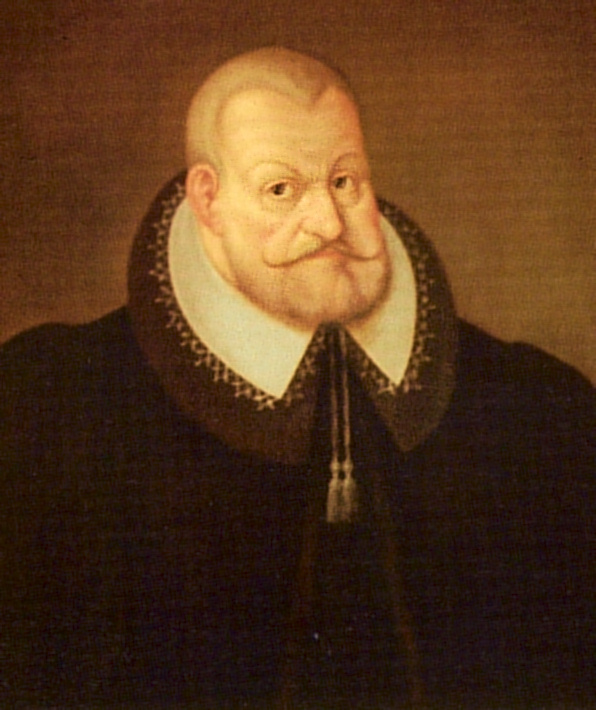
Herzog Julius

- 5. April: Herzog Julius von Braunschweig-Wolfenbüttel gründet in Wolfenbüttel durch Erlass einer Liberey-Ordnung mit von ihm selbst gesammelten Druckwerken die Herzogliche Bibliothek.
- Der dänische Astronom Tycho Brahe entdeckt am 11. November im Sternbild Kassiopeia die Supernova 1572 mit einer scheinbaren Helligkeit von −4 mag. Da er sie für einen neuen Stern hält, prägt er den Begriff „Nova“.
- L'Algebra, eine Zusammenfassung des mathematischen Wissens seiner Zeit und eigener Erkenntnisse, wird von Rafael Bombelli veröffentlicht.
- Die Universität von Nancy wird gegründet.
- Henricus Stephanus (II.) veröffentlicht das erste umfassende Wörterbuch der griechischen Sprache, den Thesaurus linguae Graecae.
- Jean de La Taille beschreibt in seinem Werk L’art de la tragédie unter Bezug auf Aristoteles und Scaliger Grundzüge des Tragödienaufbaus.

#### Literatur

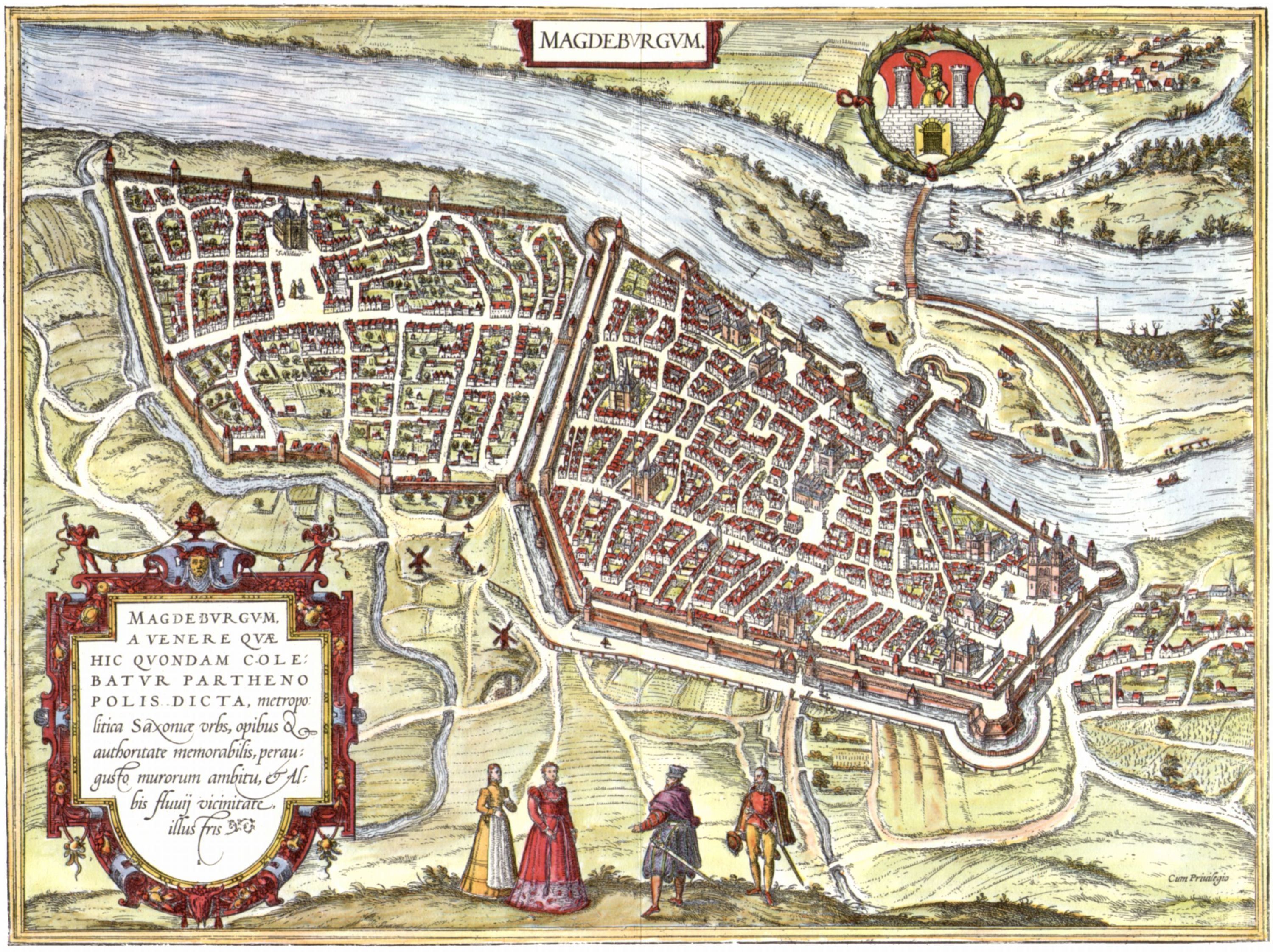
Frans Hogenberg: Magdeburg um 1572

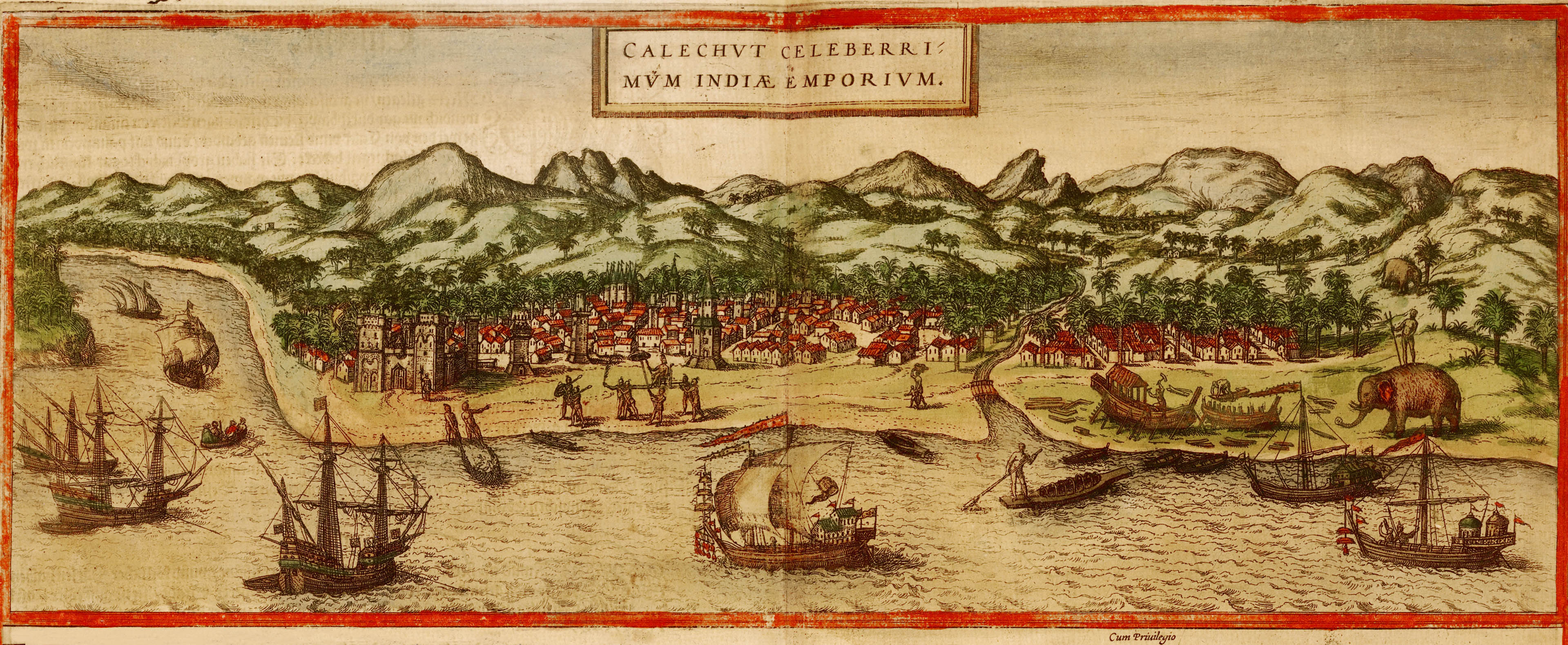
Kalikut 1572 aus den Civitates Orbis Terrarum

Titelblatt Eulenspiegel Reimensweis

### Kultur

#### Malerei

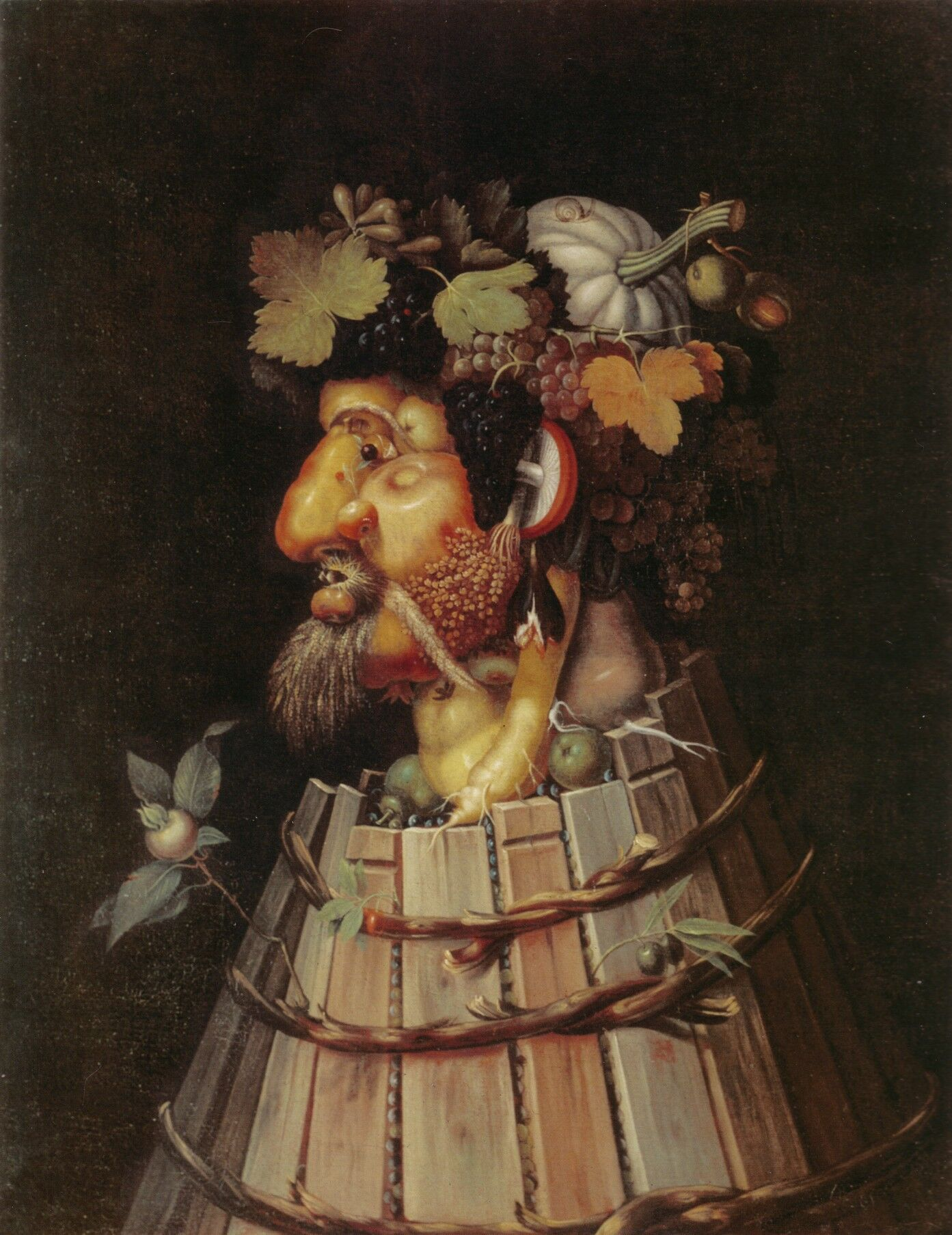
Der Herbst

Giuseppe Arcimboldo erschafft während seines Aufenthalts am Prager Hof die zweite Serie der Vier Jahreszeiten. Die Werke, von denen heute noch drei erhalten sind, sind mit Öl auf Leinwand gemalt.

### Gesellschaft
- Der Alchimist Leonhard Thurneysser lässt von der Grimnitzer Glashütte eine mit Wasser gefüllte Glaskugel anfertigen, in der Vögel schwimmen. Das gilt als Vorläufer der ersten Schneekugeln.

### Religion
Im Grazer Libell gewährt Erzherzog Karl II. den Landständen von Innerösterreich am 24. Februar die volle Gewissens- und Religionsausübungsfreiheit unter der Bedingung schuldigen Gehorsams ihm gegenüber.

Wappen Gregors XIII.

Das Konklave wählt am 13. Mai in weniger als 24 Stunden Ugo Buoncompagni, einen konsequenten Vertreter der Gegenreformation, zum Nachfolger des am 1. Mai verstorbenen Papstes Pius V. Der neue Papst nimmt den Namen Gregor XIII. an. Gregor ist ein Förderer von Wissenschaft und Bildung. Am 7. Oktober benennt er das von seinem Vorgänger anlässlich der gewonnenen Seeschlacht von Lepanto eingeführte Fest Unserer Lieben Frau vom Siege in Unserer Lieben Frau vom Rosenkranz um.
Bischof Karl Borromäus weiht den nach knapp 200-jähriger Bauzeit noch nicht fertiggestellten Dom zu Mailand.

## Historische Karten und Ansichten

Gerhard Mercator: Europae descriptio emendata anno MDLXXII

## Geboren

### Geburtsdatum gesichert
- 22. Januar: John Donne, englischer Schriftsteller und metaphysischer Dichter († 1631)
- 23. Januar: Johanna Franziska von Chantal, französische Adelige, Ordensgründerin der Schwestern von der Heimsuchung Mariens (Salesianerinnen), katholische Heilige († 1641)
- 01. Februar: Ellen Marsvin, einflussreiche Schwiegermutter des dänischen Königs Christian IV. († 1649)
- 10. März: Tommaso Caracciolo, italienischer Truppenführer († 1631)
- 20. März: Otto III., Herzog von Braunschweig-Harburg († 1641)

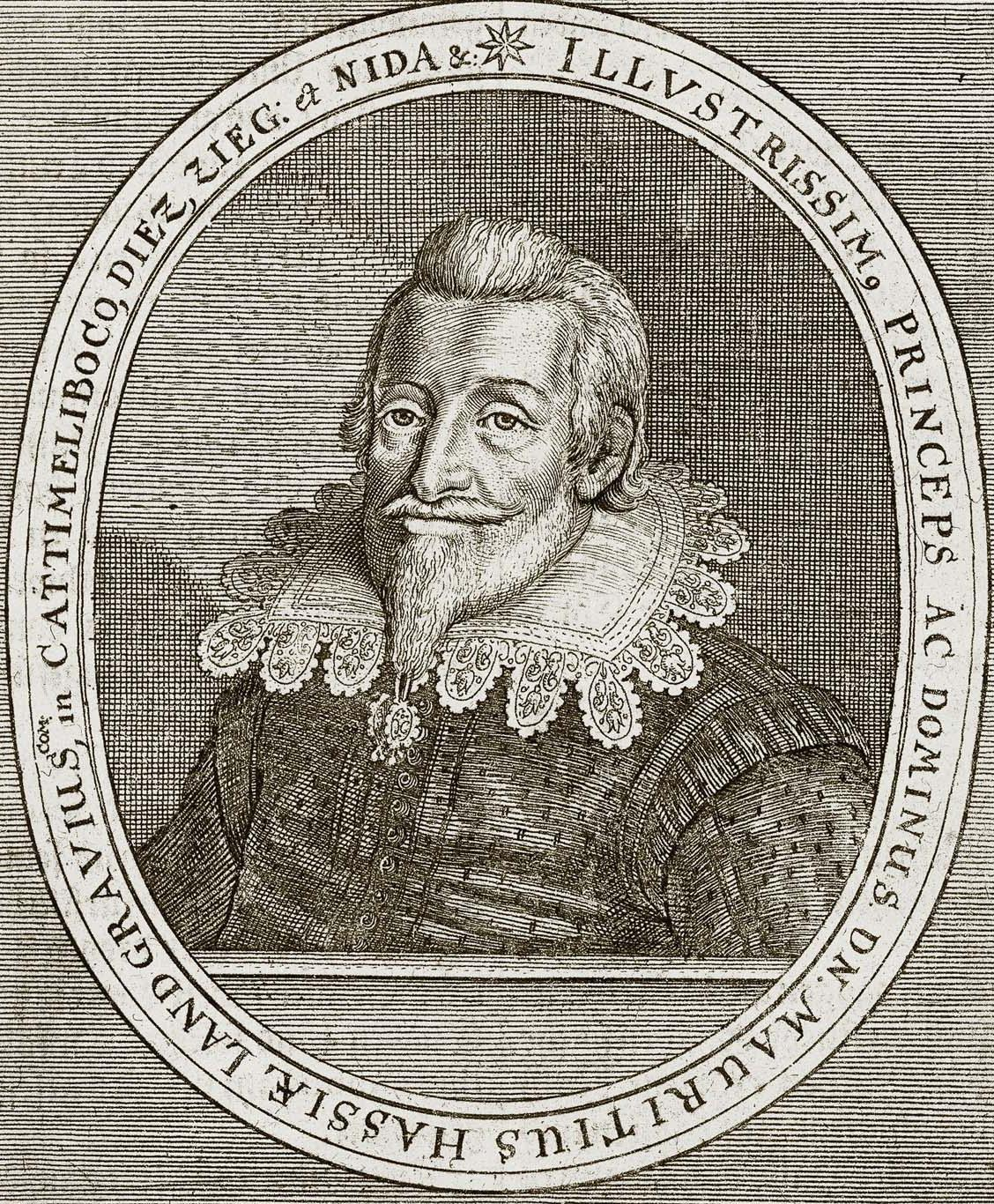
Moritz von Hessen-Kassel

- 25. Mai: Moritz, Landgraf von Hessen-Kassel († 1632)
- 10. Juni: Heinrich II. Reuß (jüngere Linie), Herr zu Gera, Lobenstein und Ober-Kranichfeld († 1635)
- 11. Juni(?): Ben Jonson, englischer Bühnenautor und Dichter († 1637)
- 04. Juli: Ludwig Jungermann, deutscher Botaniker und Arzt († 1653)
- 22. August: Rudolf Goclenius der Jüngere, deutscher Arzt und Professor für Physik († 1621)
- 13. September: Daniel Heider, deutscher Jurist und Rechtshistoriker († 1647)
- 15. September: Erasmus Widmann, deutscher Organist und Komponist († 1634)
- 22. September: Siegfried von Kollonitsch, kaiserlicher Feldherr († 1624)
- 27. September: François van Aerssen, niederländischer Staatsmann und Diplomat († 1641)
- 000September: Virginio Orsini, Herzog von Bracciano († 1615)
- 23. Oktober: Konrad Bachmann, deutscher Literaturwissenschaftler, Historiker und Bibliothekar († 1646)
- 02. November: Henri I. de Savoie-Nemours, Herzog von Nemours, Pair von Frankreich († 1632)
- 08. November: Johann Sigismund, Kurfürst von Brandenburg († 1620)
- 10. November: Kaspar Friederich, Bürgermeister von St. Gallen († 1655)
- 22. November: Guilielmus Alardus, Lyriker und Kirchenliedkomponist († 1645)
- 25. November: Daniel Sennert, deutscher Arzt († 1637)
- 01. Dezember: Wilhelm Slavata, Oberstlandkämmerer, Oberstkämmerer und Oberstkanzler von Böhmen († 1652)

### Genaues Geburtsdatum unbekannt
- Juan Carlos Amat, spanischer Arzt und Musiker († 1642)
- Georg Baur, württembergischer Maler und Politiker, Bürgermeister von Tübingen († 1635)
- Johannes Bayer, deutscher Astronom und Jurist († 1625)
- Bartholomew Gosnold, englischer Rechtsanwalt, Unternehmer und Entdeckungsreisender († 1607)
- Matthias Martinius, deutscher Theologe († 1630)

### Geboren um 1572
- Thomas Dekker, englischer Dramatiker († 1632)

## Gestorben

### Erstes Halbjahr
- 01. Januar: Paul Crusius, deutscher evangelischer Theologe, Mathematiker und Historiker (* 1525)
- 13. Januar: Jan Augusta, Bischof der Unität der Böhmischen Brüder (* um 1535)
- 13. Januar: William Petre, englischer Politiker (* 1505/1506)
- 22. Januar: Heinrich VI. von Plauen, Burggraf von Meißen und Herr von Plauen (* 1536)
- 23. Januar: Johann von Münchhausen, Bischof von Kurland und Ösel-Wiek
- 26. Januar: Pierre de Monte, Großmeister des Malteserordens (* 1499)
- 16. Februar: Georg Silberschlag der Ältere, deutscher lutherischer Theologe (* 1535)
- 28. Februar: Katharina von Österreich, Königin von Polen und Herzogin von Mantua (* 1533)
- 28. Februar: Aegidius Tschudi, Schweizer Historiker und Politiker (* 1505)
- 03. März: Henry Stewart, 2. Lord Methven, schottischer Adliger (* 1544)
- 05. März: Giulio Campi, italienischer Maler (* um 1500)
- 10. März: Jacob von Zitzewitz, Staatsmann Pommerns (* 1507)
- 12. März: Mem de Sá, portugiesischer Adliger, Jurist und Generalgouverneur von Brasilien (* 1500 oder 1504)
- 17. März: Marcantonio Amulio, italienischer Kardinal (* 1506)
- 20. März: Hieronymus Weller, deutscher evangelischer Theologe und Reformator (* 1499)
- 22. März: Katharina von Pfalz-Simmern, Äbtissin im Kloster Kumbd (* 1510)
- 28. März: Annecke Lange, Opfer der Hexenverfolgungen in Neustadt am Rübenberge
- 02. April: Elisabeth von Braunschweig-Lüneburg, Herzogin von Geldern (* 1494)
- 12. April: Jean Crespin, Genfer Jurist französischer Herkunft, Autor und Buchdrucker (* um 1520)
- 01. Mai: Antonio Michele Ghislieri, unter dem Namen Pius V. Papst (* 1504)
- 01. Mai: Moses Isserles, polnischer Rabbiner (* um 1525)
- 05. Mai: Margaret Erskine, schottische Adelige
- 13. Mai: Johann Argentier, italienischer Mediziner (* 1513)
- 17. Mai: Albrecht von Rosenberg, fränkischer Reichsritter (* um 1519)
- 23. Mai: Magdalena von Wied-Runkel, Äbtissin im Stift Nottuln und im Stift Elten
- 000Mai: Guttormur Andrasson, färöischer Ministerpräsident
- 02. Juni: Thomas Howard, 4. Duke of Norfolk, englischer Adeliger (* 1538)
- 05. Juni: Ulrich von Mordeisen, sächsischer Politiker und Diplomat (* 1519)
- 09. Juni: Jeanne III. von Navarra, Königin von Navarra (* 1528)
- 30. Juni: Jacob Curio, deutscher Arzt und Mathematiker (* 1497)

### Zweites Halbjahr
- 05. Juli: Longqing, chinesische Kaiser der Ming-Dynastie (* 1537)
- 07. Juli: Sigismund II. August, König von Polen, Großfürst von Litauen, letzter König der Jagiellonen (* 1520)
- 05. August: Isaak Luria, Rabbiner und Religionslehrer (* 1534)
- 05. August: Margarethe von Wied-Runkel, deutsche Adlige und Heilkundige (* 1506/10)
- 06. August: Benedikt Kölbl, österreichischer Hofbaumeister und Steinmetzmeister
- 20. August: Miguel López de Legazpi, spanischer Konquistador (* 1502)
- 24. August: Gaspard II. de Coligny, Seigneur de Châtillon, französischer Admiral (* 1519)
- 24. August: Claude Goudimel, französischer Komponist (* um 1500)
- 24. August: Petrus Ramus, französischer Philosoph und Humanist (* 1515)
- 25. August: Christoph Lasius, deutscher evangelischer Theologe (* 1504)
- 22. September: François Clouet, französischer Maler (* 1510)
- 24. September: Túpac Amaru, letzter Herrscher des Inkareiches (* 1545)
- 30. September: Francisco de Borja, dritter General der Jesuiten (* 1510)
- 06. Oktober: Clemens Leusser, Abt des Zisterzienserklosters Bronnbach, Bürgermeister von Wertheim und Kaufmann (* 1518)
- 18. Oktober: John Erskine, 18. Earl of Mar, schottischer Adeliger
- 12. November: Heinrich zu Stolberg, deutscher Regent (* 1509)
- 23. November: Agnolo Bronzino, italienischer Maler (* 1503)

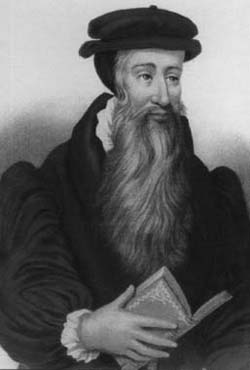
John Knox

- 24. November: John Knox, schottischer Prediger (* 1505)
- 13. Dezember: Jachiam Tütschett Bifrun, Schweizer Notar, Landammann, Richter und Bibelübersetzer (* 1506)
- 23. Dezember: Johannes Sylvanus, deutscher Theologe (* 16. Jahrhundert)

### Genaues Todesdatum unbekannt
- Wulff von Ahlefeldt, Erbherr von Haselau und dem Gut Kaden
- Jean Goujon, französischer Bildhauer (* um 1510)
- John Hales, englischer Politiker (* um 1516)